# Заїчко Олексій Якович
Олексі́й Я́кович Заїчко (нар. 21 березня 1926, смт Буки, тепер Маньківського району Черкаської області — 10 лютого 1984) — український радянський діяч, голова виконавчого комітету Уманської районної ради депутатів трудящих Черкаської області. Депутат Верховної Ради УРСР 8-го скликання.

## Біографія
Народився в селянській родині. Навчався в школі.
3 1943 року — в Червоній армії, учасник німецько-радянської війни. Служив їздовим 120-мм міномета 304-го гвардійського стрілецького полку 100-ї гвардійської стрілецької дивізії.
З 1950 року по 1956 рік — в органах державного страхування (держстраху) і фінансів; на комсомольській роботі.
Член ВКП(б) з 1952 року.
У 1960 році закінчив Дніпропетровську вищу партійну школу.
У 1960—1965 роках — інструктор, завідувач відділу, 2-й секретар Маньківського районного комітету КПУ Черкаської області; секретар Уманського міського комітету КПУ Черкаської області.
У 1965—1977 роках — голова виконавчого комітету Уманської районної ради депутатів трудящих Черкаської області.
У 1977 — 10 лютого 1984 року — начальник Черкаського обласного управління у справах видавництв, поліграфії і книжкової торгівлі.
Загинув у результаті автомобільної катастрофи. Похований у місті Черкаси.

## Нагороди
- два ордени Трудового Червоного Прапора
- медаль «За бойові заслуги» (28.06.1945)
- медалі